# FC Winterthur/Saison 2019/20
Dieser Artikel hat den FC Winterthur in der Saison 2019/20 zum Thema. Der FC Winterthur (FCW) spielte in dieser Saison in der Challenge League. Im Schweizer Cup schied er im Halbfinal erneut gegen Basel aus, nachdem er zuvor mit St. Gallen und Thun zwei andere Super-League-Vereine ausgeschaltet hatte. Die Meisterschaft beendete der Verein dank einer guten Spielbilanz im letzten Meisterschaftsviertel nach einer coronabedingten Zwangspause wie die Saison zuvor auf dem 4. Platz. Im November konnte mit einer entsprechenden Zusage von Mike Keller, dem Sohn des letzten Präsidenten Hannes W. Keller, eine fünfjährige Phase ohne Präsident beendet werden.

## Saisonverlauf

### Vorbereitung
Bereits zum Trainingsstart Mitte Juni konnte der FCW drei Verstärkungen präsentieren: Der Verteidiger Nils von Niederhäusern wurde als nomineller Ersatz für den Rechtsverteidiger Denis Markaj, der einen neuen Vertrag beim FCW ablehnte, verpflichtet. Eine weitere Neuverpflichtung war der Flügelspieler Nuno da Silva, der leihweise von Thun verpflichtet wurde. Als erster Königstransfer konnte die Verpflichtung des Stürmers Roman Buess (zuletzt beim FC Lausanne-Sport) vermeldet werden, der Taulant Seferi ersetzte – den zweitbesten Torschützen der Vorsaison. Anfang Juli vermeldete der FCW die Verpflichtung der beiden israelischen Offensivspieler Muhammad Mido Badarna und Anas Mahamid aus der zweitklassigen israelischen Liga Leumit. Kurz vor Saisonstart wurde wegen verletzungsbedingter Ausfälle Lekajs und Cavars der Innenverteidiger Mario Bühler verpflichtet. Daneben wurde noch Gjelbrim Taipi als Ersatz für Remo Arnold für das zentrale Mittelfeld verpflichtet.
Die Vorbereitungsspiele konnte der FCW erfolg- sowie auch torreich gestalten: Mit einem Torverhältnis von 24:7 Toren konnte er fünf von sechs Testspielen siegreich gestalten. Lediglich beim ersten Testspiel gegen den FC Zürich (2:2) resultierte ein Unentschieden, während unter anderem die Testspiele gegen den FC Luzern (4:2) oder den VfB Stuttgart (3:1) siegreich gestaltet werden konnten. Vor Saisonstart äusserte der Landbote in seiner Vorschau, dass ein Platz in der oberen Tabellenhälfte «keineswegs utopisch» sei.

### Hinrunde
Die Saison begann für den FCW zumindest resultatemässig gemischt: Die Löwen starteten mit einer guten Leistung mit einem Unentschieden gegen Aarau und konnten diese Leistung zunächst auswärts mit einem Sieg gegen FC Stade Lausanne-Ouchy bestätigen – um jedoch danach gegen den zweiten Verein aus Lausanne, den FC Lausanne-Sport, zuhause gleich mit 0:6 unterzugehen. Diese gemischte Bilanz setzte sich im ersten Meisterschaftsviertel fort, so konnte beispielsweise gegen den Aufstiegsfavoriten GC ein 2:2-Unentschieden erreicht werden, und bei den restlichen Spielen gab es eine Bilanz aus zwei Siegen und drei Niederlagen. Nach neun Spielen konnte Winterthur 14 Punkte verbuchen, da jedoch das auf dem Barrageplatz liegende GC nur drei Punkte entfernt war, sah Landbote den Verein weiterhin im Plan und attestierte ihm nach Hälfte der Hinrunde eine «ordentliche» Zwischenbilanz.
Richtig gut lief es den Winterthurern im Cup: Nach einem problemlosen Sieg gegen den Promotion-League-Verein SC YF Juventus Zürich warf der FCW in den folgenden Runden zwei Super-League-Clubs aus dem Cupwettbewerb. Zuerst schlug der FCW am 13. September den FC St. Gallen mit 2:0 und danach am 30. Oktober den FC Thun mit 1:0 – wodurch der FCW im Cup überwintern konnte.
Abseits des sportlichen Geschehens wurde im November ein für die Zukunft des FCW wichtiger Entscheid bekanntgegeben: Nach viereinhalb Jahren hatten die Gebrüder Mike und Tobias Keller, die Nachkommen des langjährigen Präsidenten Hannes W. Keller, entschieden, dass sie dem Verein weiterhin treu bleiben wollen. Damit hatten sie Abstand genommen von ihren bisherigen Absichten, sich vom Verein zu lösen. Dieser Entscheid fiel, nachdem die Kellers auch Gespräche mit potenziellen Investoren geführt hatten, die zumeist an der zu leistenden Defizitgarantie von 4 Mio. Fr. über vier Jahre gescheitert waren. Auch die Tatsache, dass die vielfach ausländischen Interessenten rein finanzielle Interessen am Verein hatten, bewogen die Brüder letzten Endes zu ihrem Entscheid. Aufgrund dessen übernahm Mike Keller, der zuvor schon Teil der Vereinsführung war, das vakante Amt des Präsidenten. Bezüglich der zukünftigen Pläne mit dem Verein kommunizierte der neue Präsident Keller auch, dass in den kommenden Jahren ein Aufstieg in die Super League angestrebt werden soll – ein Ziel, das es so unter der Ära Hannes W. Keller nicht gab.
Zunächst positiv verlief beim FCW der weitere Verlauf der Hinrunde, wobei er bis zur 14. Runde am 9. November immerhin eine Serie von sieben Spielen ohne Niederlagen vorweisen konnte – unter anderem mit zwei Unentschieden gegen die beiden Spitzenreiter Lausanne-Sport und GC. Danach verlor er jedoch drei der verbliebenen vier Spiele, wobei insbesondere die beiden letzten Spiele gegen Wil (0:4) und Stade Lausanne-Ouchy (1:2) ungenügend waren. Auch wegen dieser schwachen Endphase beendete der FCW die Rückrunde auf dem 6. Platz mit neun Punkten Rückstand auf den 2. Platz und 15 Punkten auf Leader Lausanne. So stellten Trainer Ralf Loose sowie auch Captain Davide Callà gegen Ende der Hinrunde eine mangelnde Lauf- und Kampfbereitschaft fest.
Bei der Hinrundenbilanz war festzuhalten, dass Winterthur den zweitschlechtesten Sturm der Hinrunde hatte, selbst der zwölf Punkte hinter Winterthur liegende Tabellenletzte FC Chiasso schoss mehr Tore als Winterthur. Trotz der eher durchzogenen Bilanz am Ende der Hinrunde erhielten gleich sechs Spieler in der Notenbewertung des Landboten eine gute Note von 5, wobei davon Granit Lekaj mit der Variante einer «Guten 5» die beste Note erhielt. Mit Enrique Wild, der eine 3,5 erhielt, wurde nur ein Spieler mit einer ungenügenden Note bewertet.

### Rückrunde
Bereits zum Trainingsstart Anfang Januar standen mit der Rückkehr zweier ehemaliger Leihspieler die zwei wichtigsten Verstärkungen fürs Mittelfeld fest: Einerseits kehrte der Mittelfeldspieler Remo Arnold aus Luzern zurück, und anderseits konnte vom neuen Ligakonkurrenten GC Roberto Alves verpflichtet werden. Auf der anderen Seite musste der FCW Mitte Januar mit dem Transfer von Abwehrchef Sead Hajrović zum FC Viktoria Köln einen gewichtigen Abgang verzeichnen. Des Weiteren wurde der nur bis zur Winterpause geltende Vertrag mit Ralf Loose um ein Jahr verlängert. Insgesamt absolvierte Winterthur vor Rückrundenstart drei Testspiele gegen den Fehérvár FC, den FC Hermannstadt sowie gegen den SC Brühl St. Gallen, die er allesamt gewann.
Die Rückrunde begann für den FCW am 25. Januar mit einem 0:0-Unentschieden gegen den vier Punkte vor Winterthur liegenden Drittplatzierten SC Kriens. Beim darauf folgenden 3:2-Sieg beim Tabellenletzten FC Chiasso war vor allem das Siegestor bemerkenswert, da dieses vom Wind begünstigt durch den FCW-Torhüter Raphael Spiegel per Abkick von der eigenen Strafraumgrenze her geschossen wurde. Während die COVID-19-Pandemie in der Schweiz im Verlauf des Februars immer präsenter wurde, spielte der FCW noch drei Spiele, wobei die Bilanz mit zwei Niederlagen und einem Sieg eher mässig war – wodurch der FCW nach 23 Runden auf dem 5. Platz stand mit 6 Punkten Rückstand auf einen Barrageplatz.
Danach war vorerst Schluss mit Meisterschaftsspielen: Mit der am 28. Februar vom Bundesrat ausgerufenen besonderen Lage wurden Veranstaltungen mit über 1000 Personen verboten. Aufgrund dieses Entscheids setzte die Swiss Football League zuerst die anstehende Meisterschaftsrunde aus und sagte danach in Rücksprache mit den Vereinen auch die kommenden Spiele definitiv ab – die Fussballmeisterschaft war hiermit unterbrochen. Einzig die U16- und U18-Mannschaften konnten mit ihren Cup-Halbfinalspielen in der ersten Märzhälfte noch Ernstspiele bestreiten. Das Fanionteam spielte Anfang März zunächst unter Ausschluss der Öffentlichkeit noch zwei Testspiele gegen den FC Luzern und den BSC Young Boys. Da sich die Lage danach schnell verschlechterte, schickte der Verein nach dem Testspiel vom 13. März seine Spieler zunächst in die Ferien und beantragte auf April Kurzarbeit für alle Mitarbeiter und Spieler.
Nach einer zehnwöchigen Pause und dem Lockdown konnte die 1. Mannschaft am 25. Mai das Training mit entsprechendem Schutzkonzept im Hinblick auf den potenziellen Meisterschaftsneustart am 19. Juni wieder aufnehmen. Mit der am 29. Mai erfolgten Zustimmung der Vereine zum Meisterschaftsneustart mit Geisterspielen, für den sich auch der FCW eingesetzt hatte, wurde dieser Neustart wenig später definitiv angesetzt. Um die verbleibenden 13 Meisterschaftsrunden bis August zu beenden, wurden zwei Spiele pro Runde angesetzt, wobei der FCW aufgrund der Erneuerung des Rasens auf der Schützenwiese seine Heimspiele im Zürcher Utogrund austrug. Auf der Schützenwiese wurde von den Organisatoren des «Fussballschuppens» beim Bahnhof Töss ein maximal 300 Zuschauer fassendes Public Viewing organisiert. Als Vorbereitung auf den Meisterschaftsneustart wurden Testspiele gegen den YF Juventus Zürich (1:0), auf dessen Platz der FCW aufgrund des Austausches des Rasens auf der Schützenwiese Gastrecht genoss, sowie gegen YB (2:4) absolviert. Ein Tag vor dem Neustart gab Luca Radice noch seinen sofortigen Rücktritt bekannt. Neben seinem Rücktritt gehörte es auch zu den sportlichen Eigenheiten der Saison, dass die Verträge von fünf Spielern zum offiziellen Saisonende am 30. Juni ausliefen, ohne dass die Meisterschaft sportlich fertig gespielt war.
Sportlich lief der Neustart der Meisterschaft zunächst eher harzig. In den ersten sechs Spielen schaute für Winterthur lediglich ein 5:2-Sieg gegen den FC Aarau heraus, gegenüber zwei 1:4-Niederlagen gegen Vaduz und einer 1:3-Niederlage gegen Wil. Gegen FC Stade Lausanne-Ouchy und GC gab es jeweils ein Unentschieden. Durch diesen schwachen Start verabschiedete sich Winterthur mit 20 Punkten Abstand von der Spitze. Sportlich hingegen konnte Winterthur sich zur Hälfte dieser Meisterschaft im Pandemiemodus erholen: Auch wenn dies inzwischen sportlich nicht mehr von Bedeutung war, verlor Winterthur zum Ende der Saison kein Spiel mehr. Winterthur gewann sechs der sieben letzten Meisterschaftsspiele und konnte im letzten Meisterschaftsspiel dem Kantonsrivalen GC Zürich mit einem diskussionslosen 6:0-Sieg die Teilnahme an der Aufstiegsbarrage verwehren – die der Zürcher Verein bei einem Sieg mit mindestens drei Toren Differenz gegen die Winterthurer erreicht hätte. Bemerkenswert war bei den insgesamt 20 Toren, die die Winterthurer bei ihren Gastspielen auf dem Utogrund erzielten, dass elf davon durch Kontertore fielen.
Unmittelbar (drei Tage später) an das Meisterschaftsende wurde der Cup-Viertelfinal angehängt, bei dem der FC Winterthur den Promotion-League-Verein FC Bavois, der jedoch seit Beginn der COVID-19-Pandemie in der Schweiz keinen Ernstkampf mehr bestritten hatte, mit 4:0 schlug. Der Halbfinal sowie der Final mussten planungsbedingt nach der coronabedingt gekürzten Sommerpause auf Ende August verlegt werden – sprich eigentlich schon in der neuen Saison, jedoch noch mit Spielern aus den alten Kadern, so galten auch Spieler, die den Verein verlassen werden, noch bis zur Beendigung des Cupwettbewerbs Ende August als Kaderspieler des FCW. Den Halbfinal am 25. August auswärts gegen den FC Basel verlor der FC Winterthur jedoch dann deutlich mit 1:6, wobei die Winterthurer bereits nach fünf Minuten mit 0:2 im Rückstand waren. Da die Winterthurer danach ihre vielen Chancen in der ersten Hälfte nur für ein Tor nutzten und wiederum schlecht in die zweite Spielhälfte starteten, war der Basler Sieg schliesslich ungefährdet.
Wohl auch dank der guten Saisonschlussphase sprach Sportchef Oliver Kaiser Ende Saison von einer grundsätzlich positiven Saisonbilanz, bei der der Verein die vorangegangene Saison bestätigen konnte. Auch der Landbote befand, dass der FCW mit seiner Saisonbilanz durchaus zufrieden sein könne. In der traditionellen Notenvergabe des Landboten Ende Saison konnten dabei zwei Spieler mit einer 5,5 eine sehr gute Note erreichen. Dies war einerseits Verteidiger Granit Lekaj und anderseits Ousmane Doumbia im Mittelfeld. Weitere vier Spieler wurden mit einer 5 bewertet. Mit Nuno da Silva erhielt ein einziger Spieler mit einer 3,5 eine ungenügende Note, nachdem dieser in der Rückrunde nicht an die guten Leistungen der Vorrunde hatte anknüpfen können.

## Kader
Kader, basierend auf Angaben der Website der Swiss Football League (SFL), abgerufen am 4. März 2020.
| Nummer     | Spieler                | Geburtstag         | Nationalität   | Im Team seit | Letzter Verein           |
| Tor        | Tor                    | Tor                | Tor            | Tor          | Tor                      |
| ---------- | ---------------------- | ------------------ | -------------- | ------------ | ------------------------ |
| 1          | Raphael Spiegel        | 19. Dezember 1992  | Schweiz        | 2018         | Boavista Porto           |
| 32         | Alexis Rüegg           | 14. Mai 1999       | Schweiz        | 2018         | eigene Jugend            |
| 36         | Bojan Milosavljevic    | 31. Juli 1998      | Schweiz        | 2018         | FC Zürich U21            |
| Abwehr     |                        |                    |                |              |                          |
| 5          | Julian Roth            | 14. März 1998      | Schweiz        | 2016         | eigene Jugend            |
| 15         | Valon Hamdiu           | 10. Juni 1998      | Kosovo         | 2018         | FC St. Gallen U21        |
| 19         | Enrique Wild           | 27. September 1999 | Schweiz        | 2018         | eigene Jugend            |
| 22         | Mario Bühler           | 5. Januar 1992     | Schweiz        | 2019         | FC Vaduz                 |
| 23         | Granit Lekaj           | 23. Februar 1990   | Schweiz        | 2018         | FC Wil                   |
| 25         | Nils von Niederhäusern | 10. Januar 1996    | Schweiz        | 2019         | FC Vaduz                 |
| 27         | Tobias Schättin        | 5. Juni 1997       | Schweiz        | 2014         | eigene Jugend            |
| 29         | Gabriel Isik           | 6. Juni 1999       | Deutschland    | 2017         | eigene Jugend            |
| Mittelfeld |                        |                    |                |              |                          |
| 6          | Ousmane Doumbia        | 21. Mai 1992       | Elfenbeinküste | 2018         | Yverdon Sports           |
| 8          | Nuno da Silva          | 14. März 1993      | Portugal       | 2019         | FC Thun                  |
| 10         | Martin Liechti         | 21. Mai 1998       | Schweiz        | 2018         | FC Aarau                 |
| 11         | Luca Radice            | 9. April 1987      | Italien        | 2016         | FC Aarau                 |
| 16         | Remo Arnold            | 17. Januar 1997    | Schweiz        | 2018         | FC Luzern                |
| 17         | Mido Bdarney           | 15. November 1995  | Israel         | 2019         | Hapoel Iksal             |
| 20         | Roberto Alves          | 8. Juni 1997       | Schweiz        | 2020         | Grasshopper Club         |
| 21         | Kevin Costinha         | 5. Januar 2001     | Schweiz        | 2019         | eigene Jugend            |
| 28         | Luca Tranquilli        | 6. August 1993     | Schweiz        | 2020         | FC Schaffhausen          |
| 30         | Gezim Pepsi            | 12. Juli 1998      | Schweiz        | 2020         | FC Aarau                 |
| 33         | Davide Callà           | 6. Oktober 1984    | Schweiz        | 2018         | FC Basel                 |
| 34         | Rijad Saliji           | 5. April 1999      | Schweiz        | 2017         | eigene Jugend            |
| Angriff    |                        |                    |                |              |                          |
| 7          | Luka Sliskovic         | 4. April 1995      | Österreich     | 2016         | FC Biel                  |
| 9          | Roman Buess            | 21. September 1992 | Schweiz        | 2019         | Lausanne-Sport           |
| 14         | Anas Mahamid           | 26. April 1998     | Israel         | 2019         | Beitar Tel Aviv Ramla FC |

## Transfers
Transfers, basierend unter anderem auf Angaben der Website der Swiss Football League (SFL), abgerufen am 4. März 2020
| Zugänge                | Zugänge               | Zugänge                  | Zugänge         |
| Name                   | abgebender Verein     | Transferart              | Transferperiode |
| ---------------------- | --------------------- | ------------------------ | --------------- |
| Mido Bdarney           | Hapoel Iksal          | ablösefrei               | Sommer 2019     |
| Roman Buess            | Lausanne-Sport        | ablösefrei               | Sommer 2019     |
| Mario Bühler           | FC Vaduz              | ablösefrei               | Sommer 2019     |
| Kevin Costinha         | FC Winterthur U21     | eigene Jugend            | Sommer 2019     |
| Nuno da Silva          | FC Thun               | Leihe                    | Sommer 2019     |
| Martin Liechti         | FC Basel              | Leihe                    | Sommer 2019     |
| Anas Mahamid           | Beitar Tel Aviv Ramla | ablösefrei               | Sommer 2019     |
| Gjelbrim Taipi         | Grasshoppers          | ablösefrei               | Sommer 2019     |
| Nils von Niederhäusern | FC Vaduz              | ablösefrei               | Sommer 2019     |
| Roberto Alves          | Grasshoppers          | ?                        | Winter 2020     |
| Remo Arnold            | FC Luzern             | ablösefrei               | Winter 2020     |
| Gezim Pepsi            | FC Basel              | ?                        | Winter 2020     |
| Luca Tranquilli        | FC Schaffhausen       | Leihe                    | Winter 2020     |
| Abgänge                |                       |                          |                 |
| Name                   | aufnehmender Verein   | Transferart              | Transferperiode |
| Eris Abedini           | FC Wil                | Leihende (FC Lugano)     | Sommer 2019     |
| Roberto Alves          | Grasshoppers          | Leihende                 | Sommer 2019     |
| Remo Arnold            | FC Luzern             | Leihende                 | Sommer 2019     |
| Marin Cavar            | Chievo Verona         | ?                        | Sommer 2019     |
| Karim Gazzetta         | Stade Lausanne-Ouchy  | ablösefrei               | Sommer 2019     |
| Mark Anders Lepik      | FC Flora Tallinn      | Leihende                 | Sommer 2019     |
| Denis Markaj           | FC Rapperswil-Jona    | ablösefrei               | Sommer 2019     |
| Liridon Mulaj          | Neuchâtel Xamax       | Leihende                 | Sommer 2019     |
| Marc Schmid            | FC Neftenbach         | ablösefrei               | Sommer 2019     |
| Taulant Seferi         | Neuchâtel Xamax       | Leihende                 | Sommer 2019     |
| Nicolas Stettler       | FC Rapperswil-Jona    | ablösefrei               | Sommer 2019     |
| Patrick Sutter         | SC Brühl St. Gallen   | Leihende (FC St. Gallen) | Sommer 2019     |
| Sead Hajrović          | FC Viktoria Köln      | Transfer                 | Winter 2020     |
| Gjelbrim Taipi         | FC Schaffhausen       | ablösefrei               | Winter 2020     |

## Resultate

### Challenge League

#### Hinrunde
| 20. Juli 2019, 17:00 Uhr 1. Runde | FC Winterthur | 1:1            | FC Aarau      | Schützenwiese, Winterthur Zuschauer: 3'800 Schiedsrichter: Klossner |
| 20. Juli 2019, 17:00 Uhr 1. Runde | Buess 50′     | Spieltelegramm | 29′ Hammerich | Schützenwiese, Winterthur Zuschauer: 3'800 Schiedsrichter: Klossner |

| 30. Juli 2019, 19:00 Uhr 2. Runde | FC Stade Lausanne-Ouchy | 1:2            | FC Winterthur               | Colovray, Nyon Zuschauer: 450 Schiedsrichter: Horisberger |
| 30. Juli 2019, 19:00 Uhr 2. Runde | Parapar 9′              | Spieltelegramm | 62′ (Penalty) 77′ Sliskovic | Colovray, Nyon Zuschauer: 450 Schiedsrichter: Horisberger |

| 3. August 2019, 18:00 Uhr 3. Runde | FC Winterthur | 0:6            | FC Lausanne-Sport                                                    | Schützenwiese, Winterthur Zuschauer: 3'800 Schiedsrichter: Cibelli |
| 3. August 2019, 18:00 Uhr 3. Runde |               | Spieltelegramm | 27′ Flo 40′ Turkes 46′ Dominguez 55′ Zeqiri 65′ Geissmann 82′ Pasche | Schützenwiese, Winterthur Zuschauer: 3'800 Schiedsrichter: Cibelli |

| 11. August 2019, 16:00 Uhr 4. Runde | FC Vaduz | 0:1            | FC Winterthur | Rheinpark, Vaduz Zuschauer: 1'374 Schiedsrichter: Piccolo |
| 11. August 2019, 16:00 Uhr 4. Runde |          | Spieltelegramm | 74′ Doumbia   | Rheinpark, Vaduz Zuschauer: 1'374 Schiedsrichter: Piccolo |

| 23. August 2019, 20:00 Uhr 5. Runde | Grasshopper Club Zürich    | 2:2            | FC Winterthur                         | Letzigrund, Zürich Zuschauer: 5'300 Schiedsrichter: Wolfensberger |
| 23. August 2019, 20:00 Uhr 5. Runde | Cabral 63′ Ben Khalifa 76′ | Spieltelegramm | 22′ (Penalty) 68′ (Penalty) Sliskovic | Letzigrund, Zürich Zuschauer: 5'300 Schiedsrichter: Wolfensberger |

| 31. August 2019, 17:30 Uhr 6. Runde | SC Kriens                      | 2:3            | FC Winterthur             | Kleinfeld, Kriens Zuschauer: 1'300 Schiedsrichter: Jancevski |
| 31. August 2019, 17:30 Uhr 6. Runde | Siegrist 17′ 29′ Dzonlagic 62′ | Spieltelegramm | 74′ Buess 90+2′ Sliskovic | Kleinfeld, Kriens Zuschauer: 1'300 Schiedsrichter: Jancevski |

| 21. September 2019, 18:00 Uhr 7. Runde | FC Winterthur | 0:3            | FC Wil                    | Schützenwiese, Winterthur Zuschauer: 3'900 Schiedsrichter: Schärli |
| 21. September 2019, 18:00 Uhr 7. Runde |               | Spieltelegramm | 22′ 69′ Sílvio 60′ Rohner | Schützenwiese, Winterthur Zuschauer: 3'900 Schiedsrichter: Schärli |

| 24. September 2019, 19:00 Uhr 8. Runde | FC Chiasso | 0:2            | FC Winterthur         | Riva IV, Chiasso Zuschauer: 600 Schiedsrichter: Turkes |
| 24. September 2019, 19:00 Uhr 8. Runde |            | Spieltelegramm | 61′ Lurati 77′ Radice | Riva IV, Chiasso Zuschauer: 600 Schiedsrichter: Turkes |

| 27. September 2019, 20:00 Uhr 9. Runde | FC Winterthur                       | 3:1            | FC Schaffhausen | Schützenwiese, Winterthur Zuschauer: 3'500 Schiedsrichter: Piccolo |
| 27. September 2019, 20:00 Uhr 9. Runde | Buess 44′ Mahamid 70′ Sliskovic 90′ | Spieltelegramm | 23′ Missi Mezu  | Schützenwiese, Winterthur Zuschauer: 3'500 Schiedsrichter: Piccolo |

| 4. Oktober 2019, 20:00 Uhr 10. Runde | FC Lausanne-Sport | 0:0 | FC Winterthur | Stade Olympique de la Pontaise, Lausanne Zuschauer: 2'120 Schiedsrichter: Tschudi |
| 4. Oktober 2019, 20:00 Uhr 10. Runde | Spieltelegramm    |     |               | Stade Olympique de la Pontaise, Lausanne Zuschauer: 2'120 Schiedsrichter: Tschudi |

| 19. Oktober 2019, 18:00 Uhr 11. Runde | FC Winterthur | 1:0            | FC Vaduz | Schützenwiese, Winterthur Zuschauer: 2'800 Schiedsrichter: Gianforte |
| 19. Oktober 2019, 18:00 Uhr 11. Runde | Da Silva 11′  | Spieltelegramm |          | Schützenwiese, Winterthur Zuschauer: 2'800 Schiedsrichter: Gianforte |

| 26. Oktober 2019, 18:00 Uhr 12. Runde | FC Winterthur       | 2:1            | FC Chiasso  | Schützenwiese, Winterthur Zuschauer: 2'800 Schiedsrichter: Horisberger |
| 26. Oktober 2019, 18:00 Uhr 12. Runde | Lekaj 36′ Buess 83′ | Spieltelegramm | 79′ Almeida | Schützenwiese, Winterthur Zuschauer: 2'800 Schiedsrichter: Horisberger |

| 2. November 2019, 17:00 Uhr 13. Runde | FC Schaffhausen | 1:1            | FC Winterthur | LIPO Park, Schaffhausen Zuschauer: 2'239 Schiedsrichter: Jancevski |
| 2. November 2019, 17:00 Uhr 13. Runde | Missi Mezu 2′   | Spieltelegramm | 59′ Callà     | LIPO Park, Schaffhausen Zuschauer: 2'239 Schiedsrichter: Jancevski |

| 9. November 2019, 20:00 Uhr 14. Runde | FC Winterthur | 1:1            | Grasshopper Club Zürich | Schützenwiese, Winterthur Zuschauer: 9'000 Schiedsrichter: Fähndrich |
| 9. November 2019, 20:00 Uhr 14. Runde | da Silva 33′  | Spieltelegramm | 35′ Cvetković           | Schützenwiese, Winterthur Zuschauer: 9'000 Schiedsrichter: Fähndrich |

| 24. November 2019, 15:00 Uhr 15. Runde | FC Winterthur | 0:2            | SC Kriens                  | Schützenwiese, Winterthur Zuschauer: 3'000 Schiedsrichter: Turkes |
| 24. November 2019, 15:00 Uhr 15. Runde |               | Spieltelegramm | 10′ Abubakar 84′ Follonier | Schützenwiese, Winterthur Zuschauer: 3'000 Schiedsrichter: Turkes |

| 29. November 2019, 17:30 Uhr 16. Runde | FC Aarau          | 2:2            | FC Winterthur           | Brügglifeld, Suhr Zuschauer: 2'613 Schiedsrichter: San |
| 29. November 2019, 17:30 Uhr 16. Runde | Schneuwly 25′ 63′ | Spieltelegramm | 15′ Sliskovic 51′ Buess | Brügglifeld, Suhr Zuschauer: 2'613 Schiedsrichter: San |

| 8. Dezember 2019, 15:00 Uhr 17. Runde | FC Winterthur | 1:2            | FC Stade Lausanne-Ouchy   | Schützenwiese, Winterthur Zuschauer: 2'700 Schiedsrichter: Schärli |
| 8. Dezember 2019, 15:00 Uhr 17. Runde | Sliskovic 21′ | Spieltelegramm | 64′ Lahiouel 67′ Gazzetta | Schützenwiese, Winterthur Zuschauer: 2'700 Schiedsrichter: Schärli |

| 15. Dezember 2019, 14:30 Uhr 18. Runde | FC Wil                                          | 4:0            | FC Winterthur | IGP Arena, Wil SG Zuschauer: 1'410 Schiedsrichter: al-Marri |
| 15. Dezember 2019, 14:30 Uhr 18. Runde | Duah 14′ Stojilkovic 21′ Brahimi 39′ Fazliu 82′ | Spieltelegramm |               | IGP Arena, Wil SG Zuschauer: 1'410 Schiedsrichter: al-Marri |

#### Rückrunde
| 25. Januar 2020, 17:30 Uhr 19. Runde | SC Kriens      | 0:0 | FC Winterthur | Kleinfeld, Kriens Zuschauer: 1'185 Schiedsrichter: Piccolo |
| 25. Januar 2020, 17:30 Uhr 19. Runde | Spieltelegramm |     |               | Kleinfeld, Kriens Zuschauer: 1'185 Schiedsrichter: Piccolo |

| 2. Februar 2020, 15:00 Uhr 20. Runde | FC Winterthur                                 | 3:2            | FC Chiasso                   | Schützenwiese, Winterthur Zuschauer: 2'400 Schiedsrichter: Von Mandach |
| 2. Februar 2020, 15:00 Uhr 20. Runde | Sliskovic 23′ (Penalty) Buess 37′ Spiegel 65′ | Spieltelegramm | 69′ Antunes 90+5′ Malinowski | Schützenwiese, Winterthur Zuschauer: 2'400 Schiedsrichter: Von Mandach |

| 8. Februar 2020, 17:00 Uhr 21. Runde | FC Schaffhausen | 1:0            | FC Winterthur | LIPO Park, Schaffhausen Zuschauer: 1'838 Schiedsrichter: Kanagasingam |
| 8. Februar 2020, 17:00 Uhr 21. Runde | Del Toro 90′    | Spieltelegramm |               | LIPO Park, Schaffhausen Zuschauer: 1'838 Schiedsrichter: Kanagasingam |

| 16. Februar 2020, 15:00 Uhr 22. Runde | FC Winterthur | 1:0            | FC Stade Lausanne-Ouchy | Schützenwiese, Winterthur Zuschauer: 3'300 Schiedsrichter: David Huwiler |
| 16. Februar 2020, 15:00 Uhr 22. Runde | Sliskovic 6′  | Spieltelegramm |                         | Schützenwiese, Winterthur Zuschauer: 3'300 Schiedsrichter: David Huwiler |

| 21. Februar 2020, 20:00 Uhr 23. Runde | FC Winterthur | 0:4            | FC Lausanne-Sport                         | Schützenwiese, Winterthur Zuschauer: 3'500 Schiedsrichter: Wolfensberger |
| 21. Februar 2020, 20:00 Uhr 23. Runde |               | Spieltelegramm | 3′ Puertas 41′ Arnold 58′ Ndoye 84′ Koura | Schützenwiese, Winterthur Zuschauer: 3'500 Schiedsrichter: Wolfensberger |

| 19. Juni 2020, 20:30 Uhr 24. Runde | FC Vaduz                                      | 4:1            | FC Winterthur | Rheinpark, Vaduz Zuschauer: 300 Schiedsrichter: Cibelli |
| 19. Juni 2020, 20:30 Uhr 24. Runde | Çiçek 5′ Sutter 59′ Schwizer 84′ Djokic 90+2′ | Spieltelegramm | 90+3′ Pepsi   | Rheinpark, Vaduz Zuschauer: 300 Schiedsrichter: Cibelli |

| 23. Juni 2020, 18:15 Uhr 25. Runde | FC Winterthur | 1:1            | Grasshopper Club Zürich | Utogrund, Zürich Zuschauer: 300 Schiedsrichter: Schärli |
| 23. Juni 2020, 18:15 Uhr 25. Runde | Buess 58′     | Spieltelegramm | 20′ Morandi             | Utogrund, Zürich Zuschauer: 300 Schiedsrichter: Schärli |

| 26. Juni 2020, 18:15 Uhr 26. Runde | FC Wil                     | 3:1            | FC Winterthur | IGP Arena, Wil SG Zuschauer: 300 Schiedsrichter: Wolfensberger |
| 26. Juni 2020, 18:15 Uhr 26. Runde | Fazlu 14′ 24′ Paunescu 87′ | Spieltelegramm | 86′ Hamdiu    | IGP Arena, Wil SG Zuschauer: 300 Schiedsrichter: Wolfensberger |

| 30. Juni 2020, 18:15 Uhr 27. Runde | FC Winterthur                                          | 5:2            | FC Aarau    | Utogrund, Zürich Zuschauer: 300 Schiedsrichter: Gianforte |
| 30. Juni 2020, 18:15 Uhr 27. Runde | Doumbia 9′ Buess 11′ Sliskovic 16′ Callà 35′ Leo 45+1′ | Spieltelegramm | 58′ Mehidic | Utogrund, Zürich Zuschauer: 300 Schiedsrichter: Gianforte |

| 3. Juli 2020, 18:15 Uhr 28. Runde | FC Stade Lausanne-Ouchy | 2:2            | FC Winterthur       | Colovray, Nyon Zuschauer: 180 Schiedsrichter: Kanagasingam |
| 3. Juli 2020, 18:15 Uhr 28. Runde | Oussou 7′ Delley 71′    | Spieltelegramm | 2′ Bühler 90′ Buess | Colovray, Nyon Zuschauer: 180 Schiedsrichter: Kanagasingam |

| 7. Juli 2020, 18:15 Uhr 29. Runde | FC Winterthur | 1:4            | FC Vaduz                                                   | Utogrund, Zürich Zuschauer: 300 Schiedsrichter: Wolfensberger |
| 7. Juli 2020, 18:15 Uhr 29. Runde | Doumbia 39′   | Spieltelegramm | 9′ Sutter 35′ Sülüngöz 83′ Frick 90+4′ (Penalty) Lüchinger | Utogrund, Zürich Zuschauer: 300 Schiedsrichter: Wolfensberger |

| 11. Juli 2020, 20:30 Uhr 30. Runde | FC Aarau                       | 2:3            | FC Winterthur                                    | Brügglifeld, Suhr Zuschauer: 850 Schiedsrichter: Fähndrich |
| 11. Juli 2020, 20:30 Uhr 30. Runde | Jäckle 35′ (Penalty) Balaj 62′ | Spieltelegramm | 17′ (Penalty) 45+3′ (Penalty) Buess 45+3′ Ltaief | Brügglifeld, Suhr Zuschauer: 850 Schiedsrichter: Fähndrich |

| 14. Juli 2020, 18:15 Uhr 31. Runde | FC Winterthur    | 1:0            | FC Schaffhausen | Utogrund, Zürich Zuschauer: 280 Schiedsrichter: Schärli |
| 14. Juli 2020, 18:15 Uhr 31. Runde | Davide Callà 40′ | Spieltelegramm |                 | Utogrund, Zürich Zuschauer: 280 Schiedsrichter: Schärli |

| 17. Juli 2020, 18:15 Uhr 32. Runde | FC Chiasso | 0:2            | FC Winterthur               | Riva IV, Chiasso Zuschauer: 120 Schiedsrichter: Schärli |
| 17. Juli 2020, 18:15 Uhr 32. Runde |            | Spieltelegramm | 70′ Sliskovic 90+5′ Mahamid | Riva IV, Chiasso Zuschauer: 120 Schiedsrichter: Schärli |

| 21. Juli 2020, 18:15 Uhr 33. Runde | FC Winterthur       | 2:2            | FC Wil                | Utogrund, Zürich Zuschauer: 300 Schiedsrichter: Wolfensberger |
| 21. Juli 2020, 18:15 Uhr 33. Runde | Buess 36′ Pepsi 50′ | Spieltelegramm | 31′ Von Moos 34′ Duah | Utogrund, Zürich Zuschauer: 300 Schiedsrichter: Wolfensberger |

| 24. Juli 2020, 20:30 Uhr 34. Runde | FC Lausanne-Sport       | 1:2            | FC Winterthur  | Stade Olympique de la Pontaise, Lausanne Zuschauer: 1000 Schiedsrichter: Gianforte |
| 24. Juli 2020, 20:30 Uhr 34. Runde | Mahamid 35′ Doumbia 89′ | Spieltelegramm | 67′ Nanizayamo | Stade Olympique de la Pontaise, Lausanne Zuschauer: 1000 Schiedsrichter: Gianforte |

| 30. Juli 2020, 20:30 Uhr 35. Runde | FC Winterthur                              | 4:0            | SC Kriens | Utogrund, Zürich Zuschauer: 300 Schiedsrichter: Von Mandach |
| 30. Juli 2020, 20:30 Uhr 35. Runde | Callà 2′ Isik 27′ Yesilcayir 38′ Alves 45′ | Spieltelegramm |           | Utogrund, Zürich Zuschauer: 300 Schiedsrichter: Von Mandach |

| 2. August 2020, 16:00 Uhr 36. Runde | Grasshopper Club Zürich | 0:6            | FC Winterthur                                             | Letzigrund, Zürich Zuschauer: 1000 Schiedsrichter: Fähndrich |
| 2. August 2020, 16:00 Uhr 36. Runde |                         | Spieltelegramm | 44′ 56′ Mahamid 53′ Ltaief 68′ Da Silva 71′ 78′ Sliskovic | Letzigrund, Zürich Zuschauer: 1000 Schiedsrichter: Fähndrich |

### Schweizer Cup

#### 1. Runde
| 17. August 2019, 16:00 Uhr 1. Runde | SC YF Juventus Zürich | 0:3            | FC Winterthur                       | Juchhof, Zürich Zuschauer: 450 Schiedsrichter: Anojen |
| 17. August 2019, 16:00 Uhr 1. Runde |                       | Spieltelegramm | 37′ Da Silva 40′ Buess 90+2′ Saliji | Juchhof, Zürich Zuschauer: 450 Schiedsrichter: Anojen |

#### 2. Runde
| 13. September 2019, 20:00 Uhr 2. Runde | FC Winterthur              | 2:0            | FC St. Gallen | Schützenwiese, Winterthur Zuschauer: 8'000 Schiedsrichter: Hänni |
| 13. September 2019, 20:00 Uhr 2. Runde | Mahamid 48′ Da Silva 90+3′ | Spieltelegramm |               | Schützenwiese, Winterthur Zuschauer: 8'000 Schiedsrichter: Hänni |

#### Achtelfinal
| 30. Oktober 2019, 19:30 Uhr Achtelfinal | FC Winterthur | 1:0            | FC Thun | Schützenwiese, Winterthur Zuschauer: 5'100 Schiedsrichter: Hänni |
| 30. Oktober 2019, 19:30 Uhr Achtelfinal | Callà 36′     | Spieltelegramm |         | Schützenwiese, Winterthur Zuschauer: 5'100 Schiedsrichter: Hänni |

#### Viertelfinal
| 5. August 2020, 18:00 Uhr Viertelfinal | FC Winterthur                            | 4:0            | FC Bavois | Utogrund, Zürich Zuschauer: 300 Schiedsrichter: Dudic |
| 5. August 2020, 18:00 Uhr Viertelfinal | Buess 36′ Pepsi 45+1′ Callà 75′ Anas 87′ | Spieltelegramm |           | Utogrund, Zürich Zuschauer: 300 Schiedsrichter: Dudic |

#### Halbfinal
| 25. August 2020, 18:00 Uhr Halbfinal | FC Basel                                                         | 6:1            | FC Winterthur | St. Jakob-Park, Basel Zuschauer: 900 Schiedsrichter: Tschudin |
| 25. August 2020, 18:00 Uhr Halbfinal | Stocker 2′ Widmer 5′ Van Wolfswinkel 22′ 62′ Pululu 51′ Frei 63′ | Spieltelegramm | 32′ Buess     | St. Jakob-Park, Basel Zuschauer: 900 Schiedsrichter: Tschudin |

## Statistik

### Teamstatistik
| Wettbewerb       | Punkte | daheim | daheim | daheim | daheim | daheim | auswärts | auswärts | auswärts | auswärts | auswärts | Total | Total | Total | Total | Total | Tordifferenz |
| Wettbewerb       | Punkte | Sp     | G      | U      | N      | TV     | Sp       | G        | U        | N        | TV       | Sp    | G     | U     | N     | TV    | Tordifferenz |
| ---------------- | ------ | ------ | ------ | ------ | ------ | ------ | -------- | -------- | -------- | -------- | -------- | ----- | ----- | ----- | ----- | ----- | ------------ |
| Challenge League | 55     | 18     | 8      | 4      | 6      | 27:32  | 18       | 7        | 6        | 5        | 29:26    | 36    | 15    | 10    | 11    | 56:58 | −2           |
| Schweizer Cup    | -      | 3      | 3      | 0      | 0      | 7:0    | 2        | 1        | 0        | 1        | 4:6      | 5     | 4     | 0     | 1     | 11:6  | +5           |
| Total            | 55     | 21     | 11     | 4      | 6      | 34:32  | 19       | 8        | 6        | 6        | 33:32    | 40    | 20    | 10    | 12    | 67:64 | +3           |

Stand: Saisonende

### Saisonverlauf
| Spieltag | 1 | 2 | 3 | 4 | 5 | 6 | 7 | 8 | 9 | 10 | 11 | 12 | 13 | 14 | 15 | 16 | 17 | 18 | 19 | 20 | 21 | 22 | 23 | 24 | 25 | 26 | 27 | 28 | 29 | 30 | 31 | 32 | 33 | 34 | 35 | 36 |
| -------- | - | - | - | - | - | - | - | - | - | -- | -- | -- | -- | -- | -- | -- | -- | -- | -- | -- | -- | -- | -- | -- | -- | -- | -- | -- | -- | -- | -- | -- | -- | -- | -- | -- |
| Spielort | H | A | H | A | A | A | H | A | H | A  | H  | H  | A  | H  | H  | A  | H  | A  | A  | H  | A  | H  | H  | A  | H  | A  | H  | A  | H  | A  | H  | A  | H  | A  | H  | T  |
| Resultat | U | S | N | S | U | N | N | S | S | U  | S  | S  | U  | U  | N  | U  | N  | N  | U  | S  | N  | S  | N  | N  | U  | N  | S  | U  | N  | S  | S  | S  | U  | S  | S  | S  |
| Platz    | 7 | 4 | 7 | 4 | 4 | 6 | 8 | 7 | 5 | 4  | 4  | 4  | 4  | 4  | 4  | 4  | 6  | 6  | 7  | 5  | 5  | 5  | 5  | 6  | 6  | 8  | 5  | 5  | 6  | 6  | 6  | 5  | 5  | 5  | 4  | 4  |

Legende: Spielort: H = Heim; A = Auswärts. Resultat: S = Sieg; U = Unentschieden; N = Niederlage

### Spielerstatistik
Spieler in kursiv haben den Verein in der Winterpause verlassen oder wurden erst dann verpflichtet.
| Spieler                | Challenge League | Challenge League | Challenge League | Challenge League | Schweizer Cup | Schweizer Cup | Schweizer Cup | Schweizer Cup | Total    | Total | Total       | Total      |
| Spieler                | Einsätze         | Tore             | Gelbe Karte      | Rote Karte       | Einsätze      | Tore          | Gelbe Karte   | Rote Karte    | Einsätze | Tore  | Gelbe Karte | Rote Karte |
| ---------------------- | ---------------- | ---------------- | ---------------- | ---------------- | ------------- | ------------- | ------------- | ------------- | -------- | ----- | ----------- | ---------- |
| Roberto Alves          | 15               | 1                | 1                | 1                | 2             | 0             | 0             | 0             | 17       | 1     | 1           | 1          |
| Remo Arnold            | 11               | 0                | 3                | 0                | 4             | 0             | 0             | 0             | 15       | 0     | 3           | 0          |
| Mohammad Bdarney       | 12               | 0                | 2                | 0                | 1             | 0             | 0             | 0             | 13       | 0     | 2           | 0          |
| Roman Buess            | 34               | 12               | 6                | 0                | 5             | 3             | 0             | 0             | 39       | 15    | 6           | 0          |
| Mario Bühler           | 28               | 1                | 6                | 0                | 4             | 0             | 0             | 0             | 32       | 1     | 6           | 0          |
| Davide Callà           | 24               | 4                | 2                | 0                | 3             | 2             | 1             | 0             | 27       | 6     | 3           | 0          |
| Kevin Costinha         | 0                | 0                | 0                | 0                | 0             | 0             | 0             | 0             | 0        | 0     | 0           | 0          |
| Nuno da Silva          | 36               | 3                | 3                | 0                | 5             | 2             | 0             | 0             | 41       | 5     | 3           | 0          |
| Ousmane Doumbia        | 34               | 4                | 5                | 0                | 5             | 0             | 0             | 0             | 39       | 4     | 5           | 0          |
| Adrian Gantenbein      | 2                | 0                | 0                | 0                | 1             | 0             | 0             | 0             | 3        | 0     | 0           | 0          |
| Sead Hajrović          | 13               | 0                | 4                | 0                | 2             | 0             | 0             | 0             | 15       | 0     | 4           | 0          |
| Valon Hamdiu           | 12               | 1                | 1                | 0                | 2             | 0             | 0             | 0             | 14       | 1     | 1           | 0          |
| Gabriel Isik           | 26               | 1                | 3                | 0                | 5             | 0             | 1             | 0             | 31       | 1     | 4           | 0          |
| Silvan Kriz            | 5                | 0                | 1                | 0                | 0             | 0             | 0             | 0             | 5        | 0     | 1           | 0          |
| Granit Lekaj           | 31               | 1                | 7                | 0                | 5             | 0             | 0             | 0             | 36       | 1     | 7           | 0          |
| Sayfallah Ltaief       | 12               | 2                | 2                | 0                | 5             | 0             | 0             | 0             | 17       | 2     | 2           | 0          |
| Martin Liechti         | 3                | 0                | 0                | 0                | 1             | 0             | 0             | 0             | 4        | 0     | 0           | 0          |
| Anas Mahamid           | 28               | 5                | 5                | 1                | 4             | 2             | 0             | 0             | 32       | 7     | 5           | 1          |
| Bojan Milosavljevic    | 0                | 0                | 0                | 0                | 0             | 0             | 0             | 0             | 0        | 0     | 0           | 0          |
| Yannik Pauli           | 7                | 0                | 0                | 0                | 0             | 0             | 0             | 0             | 7        | 0     | 0           | 0          |
| Gezim Pepsi            | 15               | 2                | 2                | 0                | 2             | 1             | 0             | 0             | 17       | 3     | 2           | 0          |
| Adrian Rama-Bitterfeld | 1                | 0                | 0                | 0                | 1             | 0             | 0             | 0             | 2        | 0     | 0           | 0          |
| Luca Radice            | 18               | 1                | 3                | 0                | 2             | 0             | 0             | 0             | 20       | 1     | 3           | 0          |
| Julian Roth            | 12               | 0                | 3                | 0                | 1             | 0             | 0             | 0             | 13       | 0     | 3           | 0          |
| Alexis Rüegg           | 0                | 0                | 0                | 0                | 0             | 0             | 0             | 0             | 0        | 0     | 0           | 0          |
| Rijad Saliji           | 8                | 1                | 0                | 0                | 1             | 1             | 0             | 0             | 9        | 2     | 0           | 0          |
| Tobias Schättin        | 30               | 0                | 4                | 0                | 5             | 0             | 0             | 0             | 35       | 0     | 4           | 0          |
| Marc Schmid            | 3                | 0                | 0                | 0                | 0             | 0             | 0             | 0             | 3        | 0     | 0           | 0          |
| Luka Sliskovic         | 34               | 14               | 8                | 0                | 3             | 0             | 0             | 0             | 37       | 14    | 8           | 0          |
| Raphael Spiegel        | 36               | 1                | 3                | 0                | 5             | 0             | 1             | 0             | 41       | 1     | 4           | 0          |
| Gjelbrim Taipi         | 12               | 0                | 1                | 0                | 2             | 0             | 1             | 0             | 14       | 0     | 2           | 0          |
| Luca Tranquili         | 12               | 0                | 3                | 0                | 2             | 0             | 0             | 0             | 14       | 0     | 3           | 0          |
| Nils Von Niederhäusern | 16               | 0                | 3                | 0                | 1             | 0             | 1             | 0             | 17       | 0     | 4           | 0          |
| Enrique Wild           | 7                | 0                | 0                | 0                | 0             | 0             | 0             | 0             | 7        | 0     | 0           | 0          |

Stand: Saisonende